# Trifino Correia
André Trifino Correia (Alegrete, Rio Grande do Sul, 1904 – Rio de Janeiro, 4 de julho de 1976) foi um militar brasileiro, casado com Estela de Paiva Lacerda Correia.
Ao eclodir a Revolução de 1930, no mês de outubro, Trifino Correia assumiu o comando da Coluna Prestes, que participou da ocupação de Santa Catarina e Paraná, estabelecendo seu quartel-general em Braço do Norte, Santa Catarina, de 9 a 16 de outubro. Em 20 de novembro de 1930, logo após a vitória da revolução, foi comissionado no posto de primeiro-tenente, promoção efetivada só em novembro de 1933. Em maio do ano seguinte, foi promovido a capitão.

## Militância política

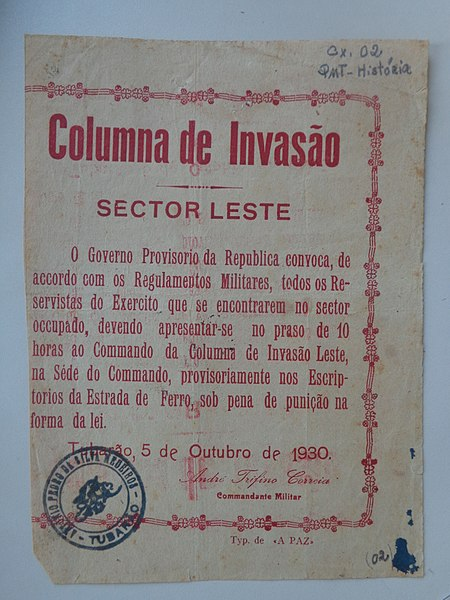
Convocação dos Reservistas do Exército por Trifino Correia na Revolução de 1930 em Tubarão, 5 de outubro. Fonte: Arquivo Público e Histórico Amadio Vettoretti

Em 1935 Trifino filiou-se à Aliança Nacional Libertadora (ANL), que defendia a formação de um governo popular. A ANL criou núcleos por todo o país. No dia 11 de julho de 1935, o partido ANL foi decretado ilegal pelo governo e seus integrantes foram presos. Ligada ao também clandestino Partido Comunista do Brasil, que depois se tornaria o Partido Comunista Brasileiro (PCB), iniciou-se um  movimento armado para depor o presidente Vargas. Por determinação de Luís Carlos Prestes, Trifino assumiu a tarefa de mobilizar os antigos combatentes da Coluna e da Revolução de 1930, enviando-lhe uma carta datada de 17 de julho de 1935. Quatro meses depois, Prestes enviou um bilhete a Trifino que servia então no 10.º Batalhão de Caçadores, em Ouro Preto, Minas Gerais. A mensagem de Prestes afirmava estar à frente da revolução e ser impossível esperar mais dois ou três dias para deflagrar o movimento no resto do país, e que contava com Trifino para liderar o movimento em Minas Gerais. No entanto, Trifino nunca receberia a mensagem e não conseguiu cumprir as ordens do seu líder, pois foi preso em Belo Horizonte. Em depoimento, Trifino negou envolvimento com a tentativa de golpe, e que desconhecia qualquer mensagem de Prestes dirigida a ele. Em 3 de dezembro de 1935, escreveu na prisão uma carta ao presidente Vargas protestando contra as acusações de participação no levante. Apesar disso, foi condenado e perdeu a patente de oficial do Exército em abril de 1936. Em 30 de agosto do mesmo ano, enviou nova carta a Vargas, pedindo que este não continuasse com a repressão e que governasse amparado pela Constituição.

Bilhete de Luís Carlos Prestes a Trifino Correia.

No dia  14  de  janeiro  de  1937, Trifino fugiu do Hospital Gaffrée-Guinle, no Rio de Janeiro, onde  estava  internado, indo para Porto Alegre. Em maio do ano seguinte, o irmão do presidente Vargas, Benjamim  Vargas, enviou um telegrama ao presidente, denunciando que Trifino estava escondido na residência do major Pacífico de Barros, comandante da Guarda Civil. Este o levava frequentemente ao Palácio do Governo gaúcho para encontros com o governador Flores  da  Cunha, inimigo político de Getúlio. Sob o pseudônimo de "André Pereira", Trifino foi encarregado pelo governador para organizar milícias de civis armados. Trifino foi então para São  Leopoldo, cidade próxima a Porto Alegre, onde arregimentou sob seu comando cerca de cinco mil homens. As informações sobre as ações de Trifino chegaram ao governo federal, e em 28 de julho de 1937, este foi condenado pelo Tribunal de Segurança Nacional, acusado de ser um dos líderes da Revolta Comunista de 1935. Diante do agravamento da situação política nacional, Vargas reinstaurou o estado de guerra no dia 2 de outubro de 1938. Determinou que caberia aos governadores estaduais, cumprirem as medidas do estado de guerra, exceto em São Paulo e Rio Grande do Sul, onde foram nomeados interventores militares. Para o Rio Grande do Sul foi nomeado o general Manuel Daltro Filho, sendo uma de suas primeiras medidas, decretar a prisão de Trifino, que aconteceu em 5 de outubro. No dia 14 de outubro, Vargas colocou a Brigada Militar do estado sob o comando do Exército, com a justificativa que o Rio Grande do Sul seria o foco de um levante comunista, em que o próprio governo estadual estava envolvido. Dois dias depois, Flores da Cunha renunciaria ao cargo de governador, exilando-se no Uruguai. Trifino foi levado para a capital federal, onde ficou na Casa de Detenção, sendo torturado e isolado dos demais companheiros. Seria libertado apenas com a anistia de abril de 1945. Trifino Correia candidatou-se pelo PCB a suplente de deputado pelo Rio Grande do Sul à Assembleia Nacional Constituinte, elegendo-se em 2 de dezembro daquele mesmo ano. Substituiu o deputado Abílio Fernandes entre 18 de março e 18 de julho de 1946. Na Constituinte, defendeu a reforma agrária e apresentou emendas à Constituição, prevendo que ministros do STF fossem aprovados e eleitos pelo Congresso Nacional. Em maio de 1947, o PCB tornou-se ilegal e Trifino foi cassado, assim como todos os outros integrantes do partido. Em 1968 recuperou sua patente de capitão do Exército.